# Ільдар Абдразаков
Ільдар Абдразаков (рос. Ильда́р Ами́рович Абдраза́ков; 26 вересня 1976, Уфа, СРСР) — російський оперний співак (бас). Закінчив Уфимську державну академію мистецтв імені Загіра Ісмагілова у 1999 році. Переможець 3 сезону в образі Дракона в «Маска» на НТВ.

## Біографія
Ільдар Абдразаков народився 26 вересня 1976 року в місті Уфа. У віці чотирьох років Ільдар почав відвідувати Середню спеціальну музичну школу (клас «фортепіано»). Через п'ять років Абдразаков залишив навчання в музичній школі, але продовжив вивчати музику вдома. У 1992 році Ільдар закінчив загальноосвітню школу № 35 в Уфі та вступив на перший курс Уфимської державної академії мистецтв імені Загіра Ісмагілова. Навчаючись на першому курсі, Абдразаков став солістом Башкирського державного театру опери та балету. Закінчив академію у 1999 році.

## Нагороди та премії
- Переможець Міжнародного конкурсу вокалістів імені М. І. Глінки (1997)
- Гран-прі III Міжнародного конкурсу імені Римського-Корсакова (1998)
- Лауреат нагороди Греммі (2011)
- Лауреат премії «Золота маска» (2013)
- Народний артист Республіки Башкортостан (2011)
- Народний артист Республіки Татарстан (2013)